# Tymon Mabaleka
Tymon Mabaleka (Bulawayo, c. 1950 - Harare, 27 de junio de 2014) fue un futbolista zimbabuense que jugaba en la demarcación de centrocampista.

## Biografía
Debutó como futbolista en 1973 con el Highlanders FC tras haber jugado en el Eastlands. Jugó durante nueve temporadas, llegando a ganar el título de liga en 1974 y en 1975, aunque se les despojó del título en 1976 por supuesta estafa, y posterior se lo expulsó de la competición. Jugó hasta 1982, momento en el que se retiró de los terrenos de juego.
Falleció el 27 de junio de 2014 en Harare a los 64 años de edad tras una corta enfermedad.

## Selección nacional
Jugó varios partidos para la selección de fútbol de Zimbabue tras la independencia del país.

## Clubes
| Club           | País     | Año         |
| -------------- | -------- | ----------- |
| Highlanders FC | Zimbabue | 1973 - 1982 |